# Chrysanthus und Daria

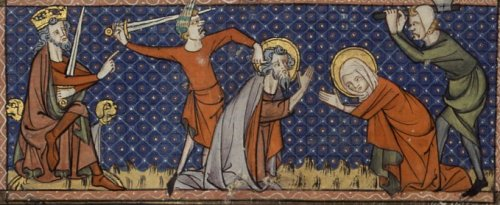
Das Martyrium von Chrysanthus und Daria (Handschrift aus dem 14. Jahrhundert)

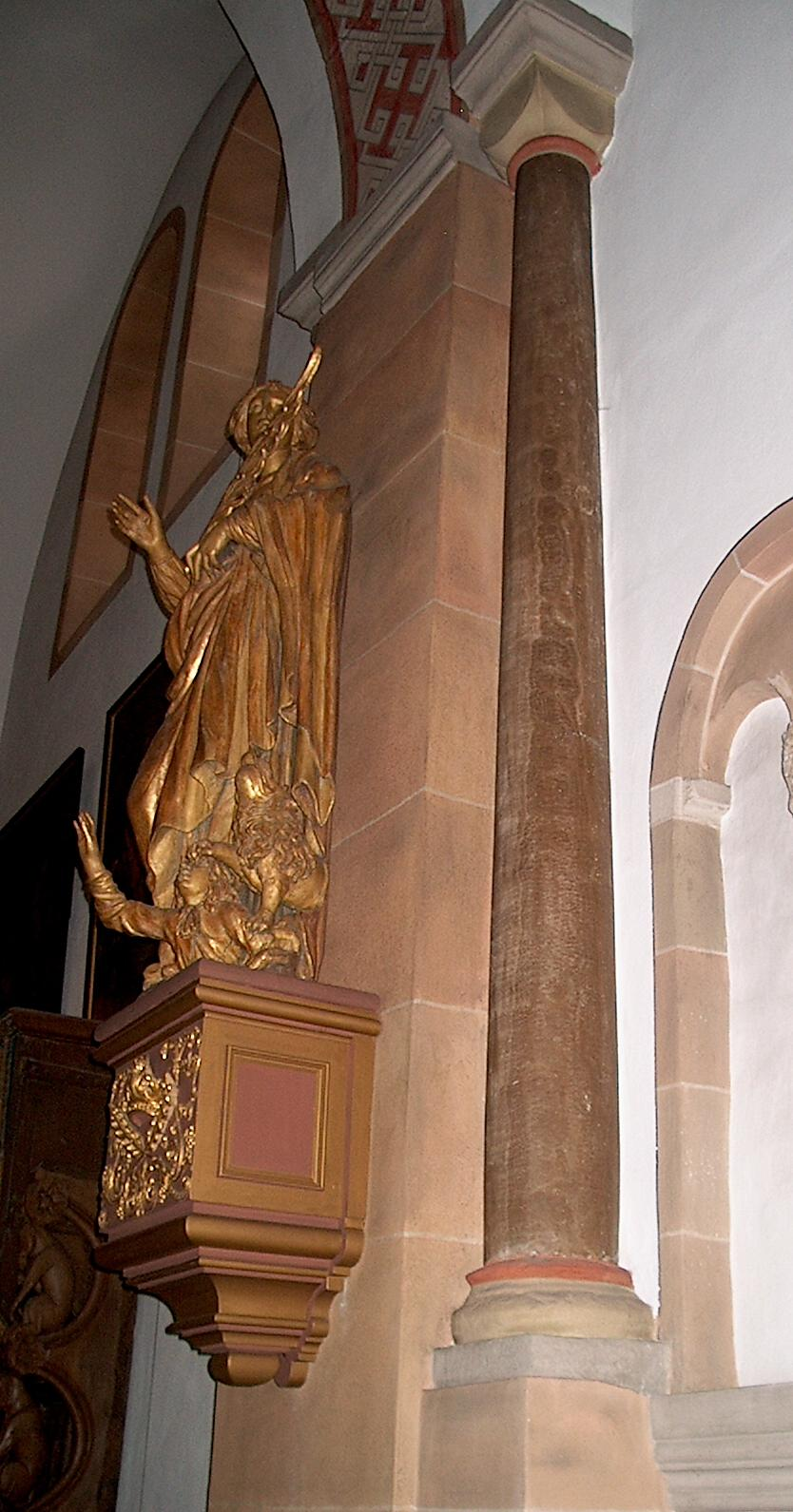
Statue der hl. Daria in der Stiftskirche Bad Münstereifel

Chrysanthus und Daria auf dem Wappen von Welcherath

Chrysanthus und Daria (griechisch Χρύσανθος Chrysanthos von χρυσός Gold und ἄνθος Blüte, Blume, eingedeutscht auch Chrysanth und griechisch Δαρεία) sind frühchristliche Märtyrer, gestorben angeblich 283/284 unter der Herrschaft der römischen Kaiser Carinus und Numerian. Beide sind Heilige der römisch-katholischen Kirche und den orthodoxen Kirchen.

## Legende
Chrysanthus soll der Sohn eines Polemius oder Polimius aus Alexandria in Ägypten gewesen sein. Nachdem er mit seinem Vater nach Rom gekommen war, ließ er sich taufen. Er begegnete der Vestalin Daria, bekehrte sie und heiratete sie. Auf Anordnung des Stadtpräfekten sollen beide wegen ihres Glaubens verhaftet worden sein, bekehrten aber auch den Haftrichter, seine Familie und weitere Personen. Chrysanthus wurde nun eingekerkert und gefoltert; Daria soll in ein Bordell gezwungen, jedoch von einem Löwen beschützt worden sein. In einer Grube an der Via Salaria sollen beide dann lebendig begraben worden sein. Der Überlieferung zufolge nach starben Chrysanthus und Daria am 25. Oktober und wurden in einem gemeinsamen Grab in der Nekropole des Thrason an der Via Salaria Nuova bestattet.
Neuerer historischer Forschung zufolge ist es jedoch unwahrscheinlich, dass Daria zur Prostitution gezwungen worden sein soll, da es in der römischen Gesellschaft dieser Zeit einen ungeheuerlichen Skandal ausgelöst hätte, würde man eine ehemalige Vesta-Priesterin derartig erniedrigen. Daher ist es wahrscheinlicher, dass sie zum Tod durch Einmauern verurteilt und hingerichtet wurde, wie neuere Forschung vermuten lässt.

## Verehrung
Bereits Papst Damasus I. (366–384) ließ das Grab mit einer Inschrift versehen. Im 7. Jahrhundert gab es eine den beiden Heiligen geweihte Kirche. Die älteste bekannte Darstellung der Heiligen ist auf den um 560 entstandenen Mosaiken der Märtyrerprozession in der Kirche Sant’Apollinare Nuovo in Ravenna erhalten.
Im Jahr 844 ließ der dritte Abt von Prüm, Markward von Prüm, im Auftrag von Kaiser Lothar die von Papst Sergius II. dem Abt auf einer Romreise geschenkten Reliquien der beiden Märtyrer nach Prüm überführen, 848 in sein Tochterkloster in Bad Münstereifel. Die Stiftskirche St. Chrysanthus und Daria aus dem Jahr 1100 wurde den Heiligen geweiht. Reliquien der beiden Märtyrer sind auch in anderen Kirchen vorhanden, so in St. Chrysanthus und Daria in Haan und eine Reliquie des hl. Chrysanthus in Mönchengladbach.
Als Gedenktag der beiden Märtyrer wird in der römisch-katholischen Kirche der 25. Oktober begangen, in den orthodoxen Kirchen der 19. März.

## Ikonographie und Literatur
Der hl. Chrysanthus wird in der Ikonographie in der Regel dargestellt als junger Märtyrer oder Ritter, beide Heilige mit den Attributen ihres Martyriums, dem Palmzweig, Löwen, Fackeln und einer Axt. Der hl. Chrysanthus wird im ländlichen Raum vor allem zur Vorbeugung gegen Viehkrankheiten angerufen. Chrysanthus und Daria sind zudem Schutzpatrone der Richter.
Im frühen 17. Jahrhundert verfasste der spanische Dichter Pedro Calderón de la Barca ein geistliches Theaterspiel über das Märtyrerpaar mit dem Titel Los dos amantes del cielo („Die zwei Liebenden des Himmels“).